# Садиљка
Садиљка је алат који у расаднику, врту и повртњаку  служи да се у супстрату направи отвор за пикирање, расађивање, сетву и побадање резница.

## Историјат
Садиљке су у употреби од античких времена, највероватнији првобитни облик био је штап којим су се бушиле рупе у супстрату да би се у њу убацио клијавац или биљка из сејалишта. Исту намену су имала и копља за риљање. Римљани су користили двокраке садиљке (pastinum).
Временом садиљке су добиле зашиљен или заобљен врх и држаљу, што представља облик какав се данас употребљава.

## Савремене садиљке
Дужина савремених садиљки је 26–30 cm, често им је врх са металном навлаком, а Т – држаља симетрична или са једне стране дебља и дужа. Јасеновина је најбоља за садиљке, а Т - дршка може да буде и од пластичне масе.